# ساحة الحبوبي

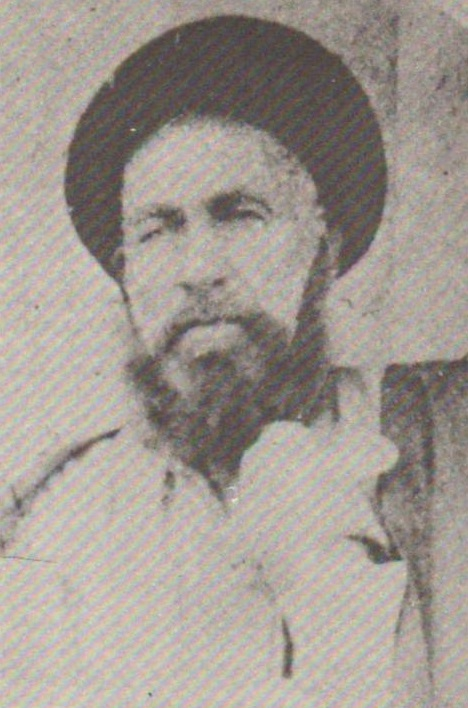
صورة محمد سعيد الحبوبي

ساحة الحبوبي هي فلكة مرورية تلتقي فيها 4 طرق، في وسط مدينة الناصرية شرقيّ الفرات، سُمّيت الساحة على اسم الشيخ محمد سعيد الحبوبي الذي كان أحد قادة الثوار على الاحتلال البريطانية في ثورة العشرين، اشتهرت الساحة منذ بداية تظاهرات تشرين العراقية في شهر تشرين الأول سنة 2019، إذ اتخذها المتظاهرون مكاناً للتجمع والتظاهر احتجاجاً على ما يعتقدونه فساد الأداء السياسي والحكومي في العراق.